# Route nationale 1 (Mayotte)
Pour les articles homonymes, voir Route nationale 1.
La route nationale 1 ou RN 1 est une route nationale française de Mayotte reliant Mamoudzou à Mtsamboro.

## Historique
La route nationale 1 de Mayotte a été créée par décret du 6 juillet 1978.

## Tracé
- Mamoudzou
- Kawéni
- Majicavo Lamir
- Majicavo Koropa
- Koungou
- Trévani
- Kangani
- Longoni
- Bouyouni
- Dzoumogné
- Bandraboua
- Mtsangamboua
- Mtsahara
- Hamjago
- Mtsamboro